# Transport kolejowy w Mongolii

Mapa mongolskiej sieci kolejowej

Transport kolejowy w Mongolii – system transportu kolejowego działający na terenie Mongolii. 
Według stanu z 2017 roku w Mongolii istnieje 1815 km linii kolejowych. Linie mają rosyjski rozstaw szyn – 1520 mm. Wszystkie linie są niezelektryfikowane, w związku z tym w kraju używana jest tylko trakcja spalinowa (dawniej również parowa).

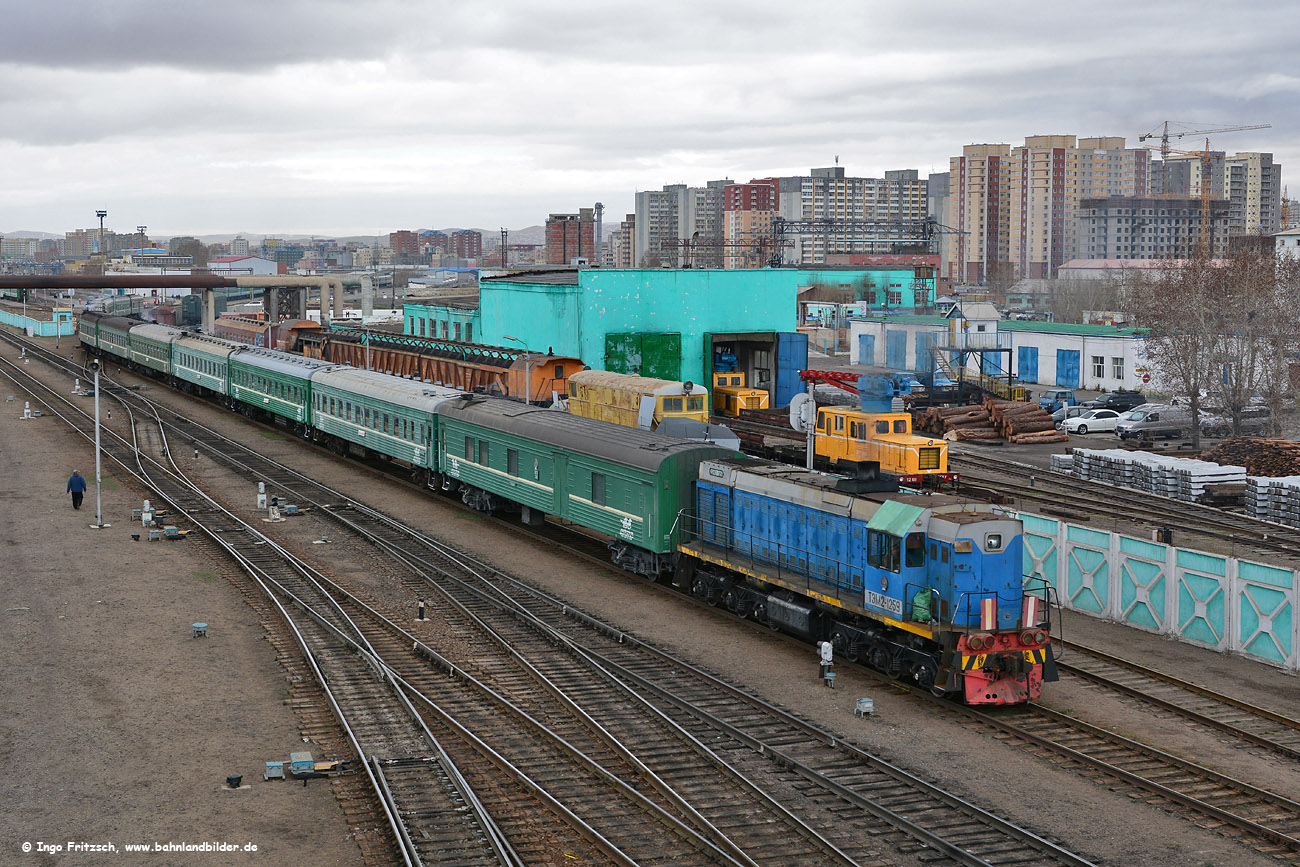
Pociąg pasażerski prowadzony lokomotywą ТЭМ2 w Ułan Bator

## Infrastruktura
Główna linia kolejowa w kraju to Kolej Transmongolska z Suche Bator przy granicy rosyjskiej przez (m.in.) Ułan Bator, Sajnszand, do Dzamyn Üüd przy granicy chińskiej. Linia liczy 1100 km. 
Od tej linii odgałęziają się linie: 
- Yuroo – Tumurtei, 33,4 km,
- Darchan 2 – Szaryn-Goł, 63 km,
- Chonchor – Nałajch, 13,7 km,
- Salchit – Edernet, 164 km,
- Bagachangaj – Baganuur, 94 km,
- Ajrag – Bor-Undur, 60 km,
- Sajnszand – Zuunbajan, 50 km,
- Tołgojt – Songino, 20 km.

Ponadto w północno-zachodniej Mongolii istnieje jeszcze linia Czojbałsan – Ereencaw (granica rosyjska) o długości 238 km, która jest oderwana od reszty sieci.
W 2022 roku uruchomiono nowe linie w południowej części kraju:
- Tavan Tolgoi – Gashuun Sukhait (granica chińska) (233,6 km)
- Zuunbajan  – Khangi (granica chińska) (226,9 km).

Wg stanu z grudnia 2022 w budowie była linia łącząca Tavan Tolgoi z linią Zuunbajan  – Khangi (na mapie zaznaczona już jako istniejąca).

## Przewozy
W 2017 roku koleje mongolskie przewiozły 2,5 mln pasażerów oraz 23 mln ton ładunków.

## Historia
Pierwsze plany dotyczące budowy kolei w Mongolii pojawiły się w 1895 roku, kolejne w 1911 r. i 1915 r. Jednak władze rosyjskie nie były zainteresowane budową kolei w Mongolii.
Pierwszą linią kolejową w Mongolii była powstała w 1938 roku wąskotorowa linia Ułan Bator – Nałajch o rozstawie szyn 750 mm (obecnie szerokotorowa).
W listopadzie 1939 roku otwarto linię kolejową o rozstawie 1524 mm będącą odgałęzieniem od Magistrali Transsyberyjskiej (od stacji Sołowjewsk) do stacji Bajantumen (ob. Czojbałsan); obecnie jest to odcinek Ereencaw – Czojbałsan.
W latach 1949–1961 powstała kolej Transmongolska, która połączyła Ułan Ude (rosyjska stacja Kolei Transsyberyjskiej) przez Mongolię (Suche Bator, Ułan Bator, Sajnszand, Dzamyn Üüd) z chińskim Jiningiem.
Później wybudowano odgałęzienia od tej linii do: Szaryn-Goł (1963 r.), Erdenet (1975 r.), Züünbajan (1981 r.), Baganuur (1982 r.), Erdes-Mardaj (1984 r.), Bor-Öndör (1987 r.), Tumurtei (2016 r.).
We wrześniu 2022 roku została otwarta linia kolejowa z Tavan Tolgoi do Gashuun Sukhait (granica chińska), gdzie łączy się z chińską siecią kolejową.
25 listopada 2022 roku uruchomiono linię Züünbajan – Khangi (granica chińska).

## Inwestycje
Obecnie planowane są nowe linie w zachodniej części kraju. Głównym czynnikiem hamującym rozbudowę kolei jest brak środków państwowych.